# Muksu
Muksu (tadż. Муқсу) – rzeka w Tadżykistanie. Lewy dopływ Wachsz. Utworzona przez rzeki lodowcowe Seldare i Sauksaj. Długość Muksu wynosi 88 km, powierzchnia zlewni 7070 km², a średni przepływ 100 m³/s.